# Слободище-2
Слободище-2 — деревня в Рославльском районе Смоленской области России. Входит в состав Грязенятского сельского поселения. Население — 4 жителя (2007 год). 
Расположена в южной части области в 12 км к югу от Рославля, в 10 км юго-западнее автодороги А141 Орёл — Витебск, на берегу реки Аксинка. В 9 км северо-западнее деревни расположена железнодорожная станция Самолюбовка на линии Рославль — Кричев. 

## История
В годы Великой Отечественной войны деревня была оккупирована гитлеровскими войсками в августе 1941 года, освобождена в сентябре 1943 года.